# Gemeines Fettkraut
Das Gemeine Fettkraut, auch Gewöhnliches Fettkraut, Blaues Fettkraut oder Kiwitzfettkraut (Pinguicula vulgaris) genannt, ist eine fleischfressende Pflanze aus der Gattung der Fettkräuter (Pinguicula), in der Sektion Pinguicula.

## Beschreibung

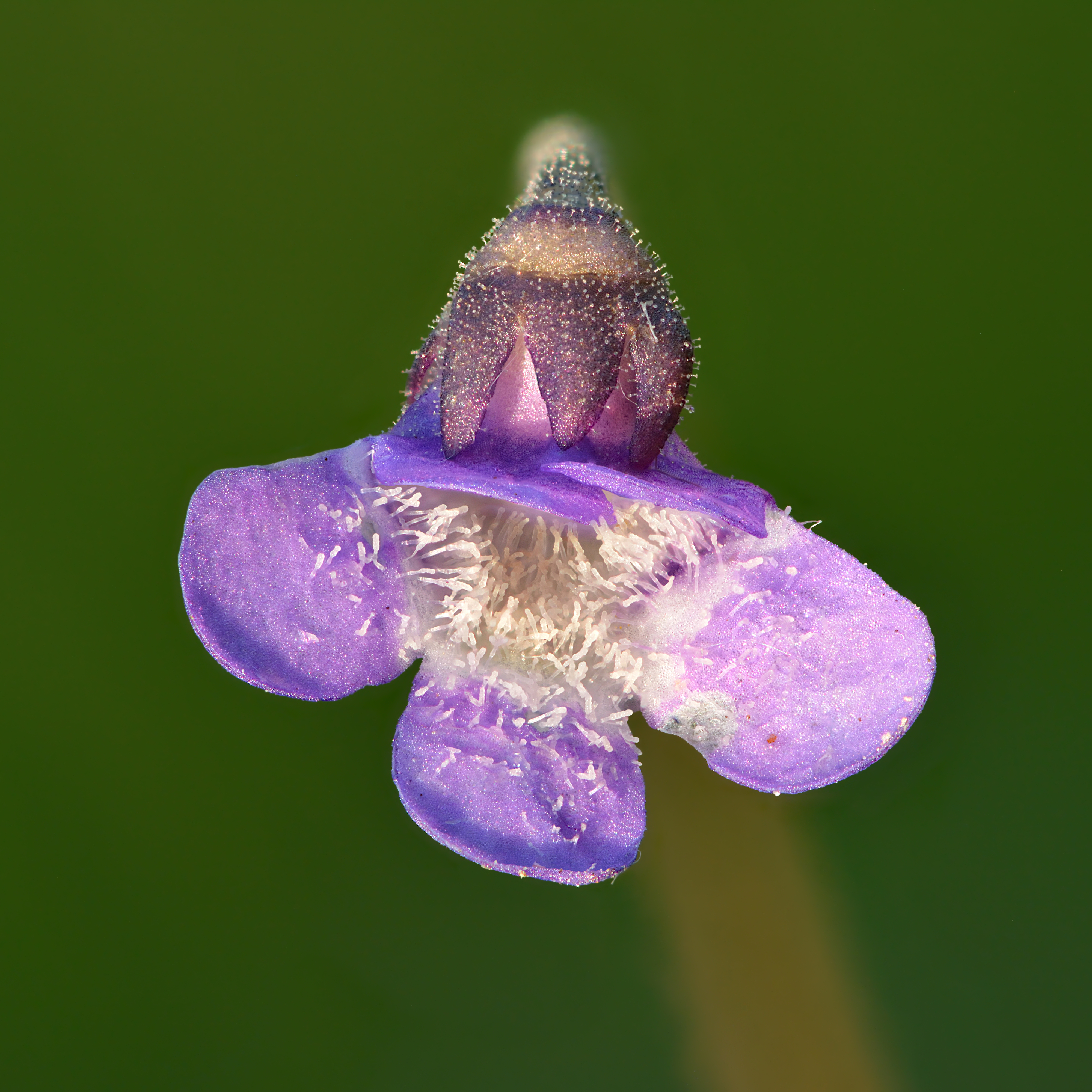
Blüte (Vorderansicht)

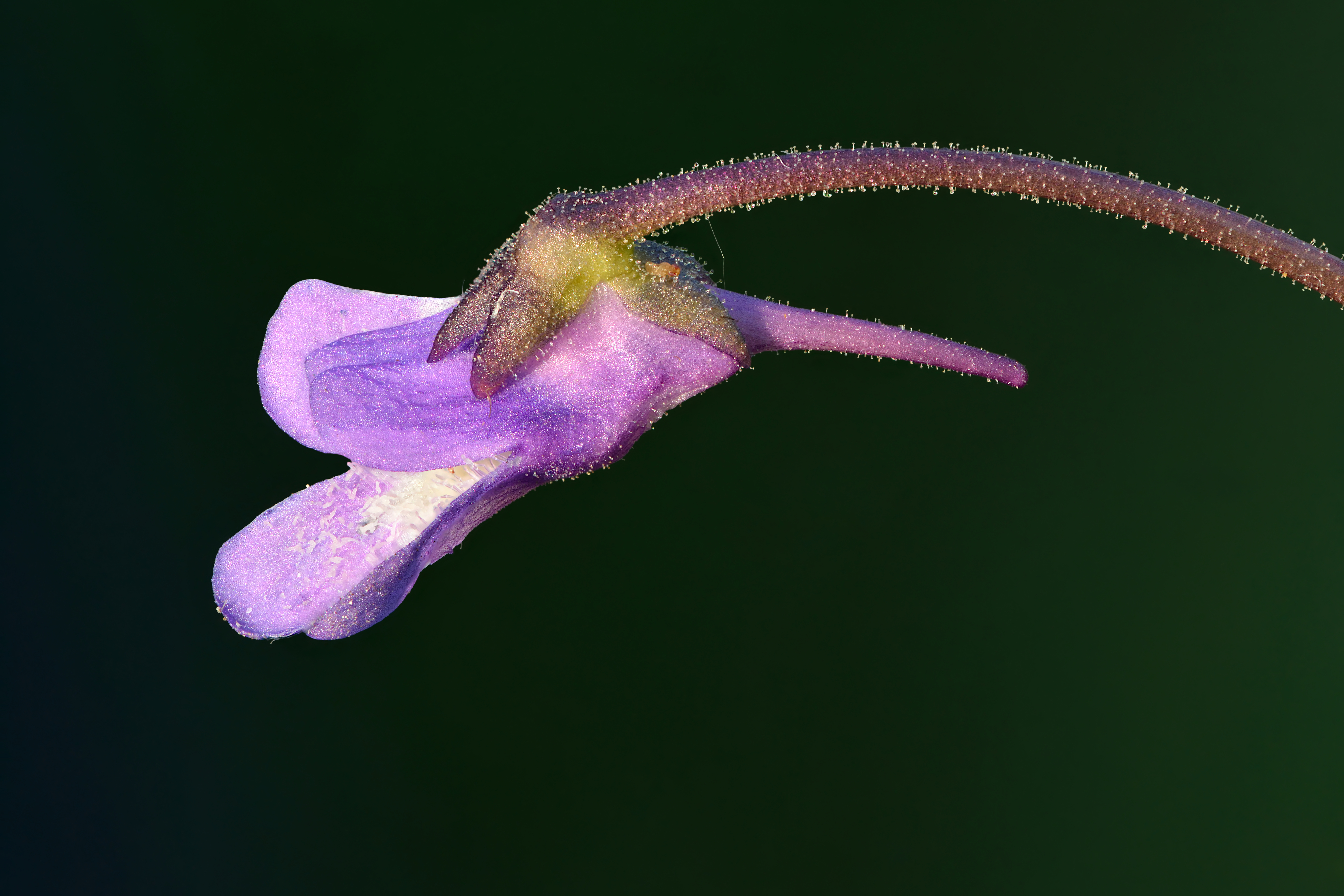
Blüte (Seitenansicht)

Das Gemeine Fettkraut ist eine mehrjährige, krautige Pflanze.  Der karnivoren Lebensweise entsprechend ist das Wurzelwerk sehr schwach ausgebildet, es besteht aus zahlreichen, weißen und kurzen, feinen Haarwurzeln. Sie sind nur 1–3 cm lang, sterben bei der Bildung von Winterknospen ab und werden alljährlich durch neue ersetzt.
Fünf bis elf fleischige, gelbliche bis hellgrüne, länglich-elliptische Blätter bilden eine flach am Boden liegende Rosette mit bis zu 16 cm Durchmesser. An der Oberfläche sind die Blätter klebrig vom Fangsekret bedeckt, mit dem sie kleine Insekten (z. B. Trauermücken, Ameisen), aber auch Pollen fangen und, sobald Beute erzielt wird, durch Enzyme verdauen.

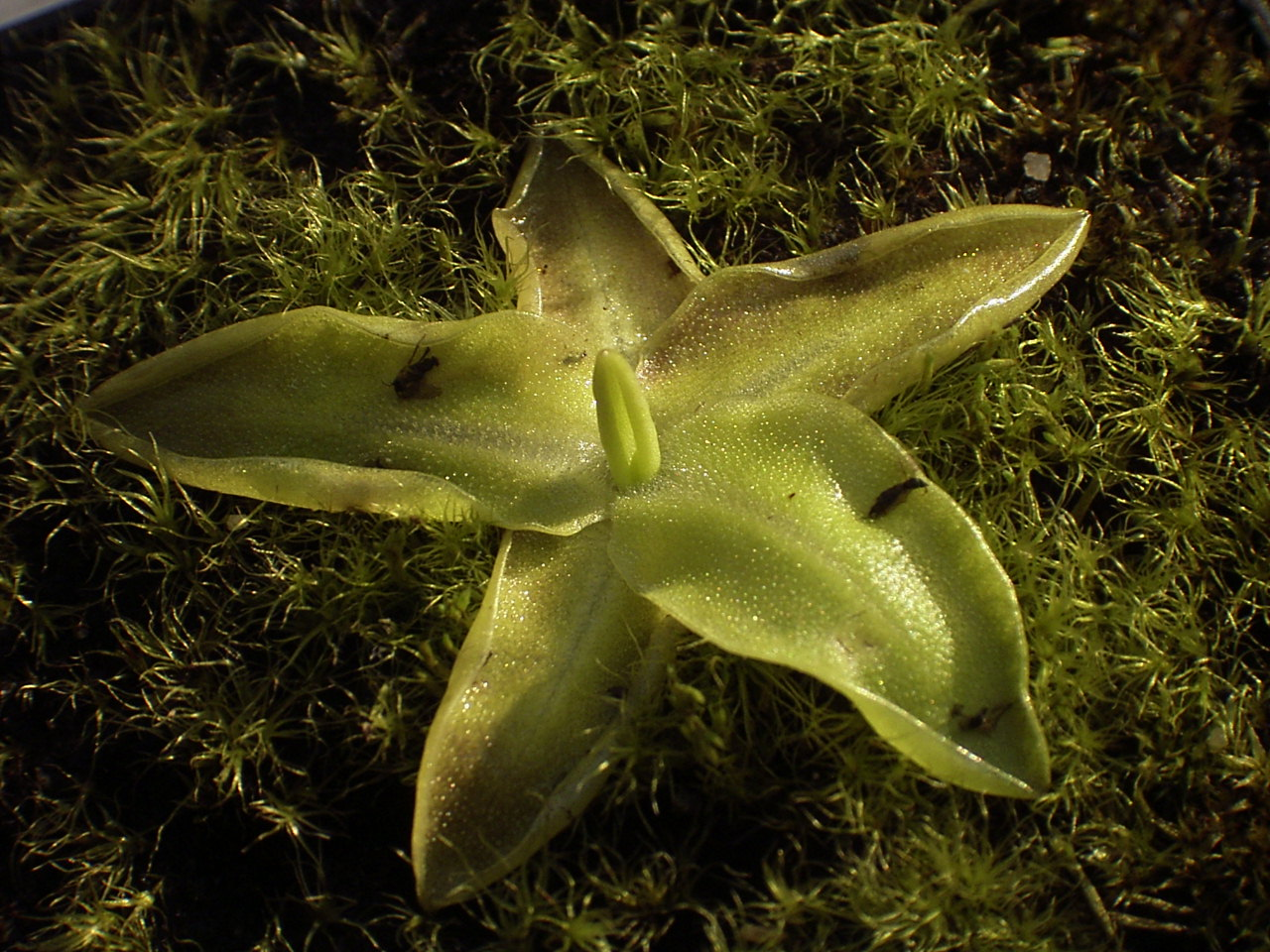
Gemeines Fettkraut (P. vulgaris), Blattrosette

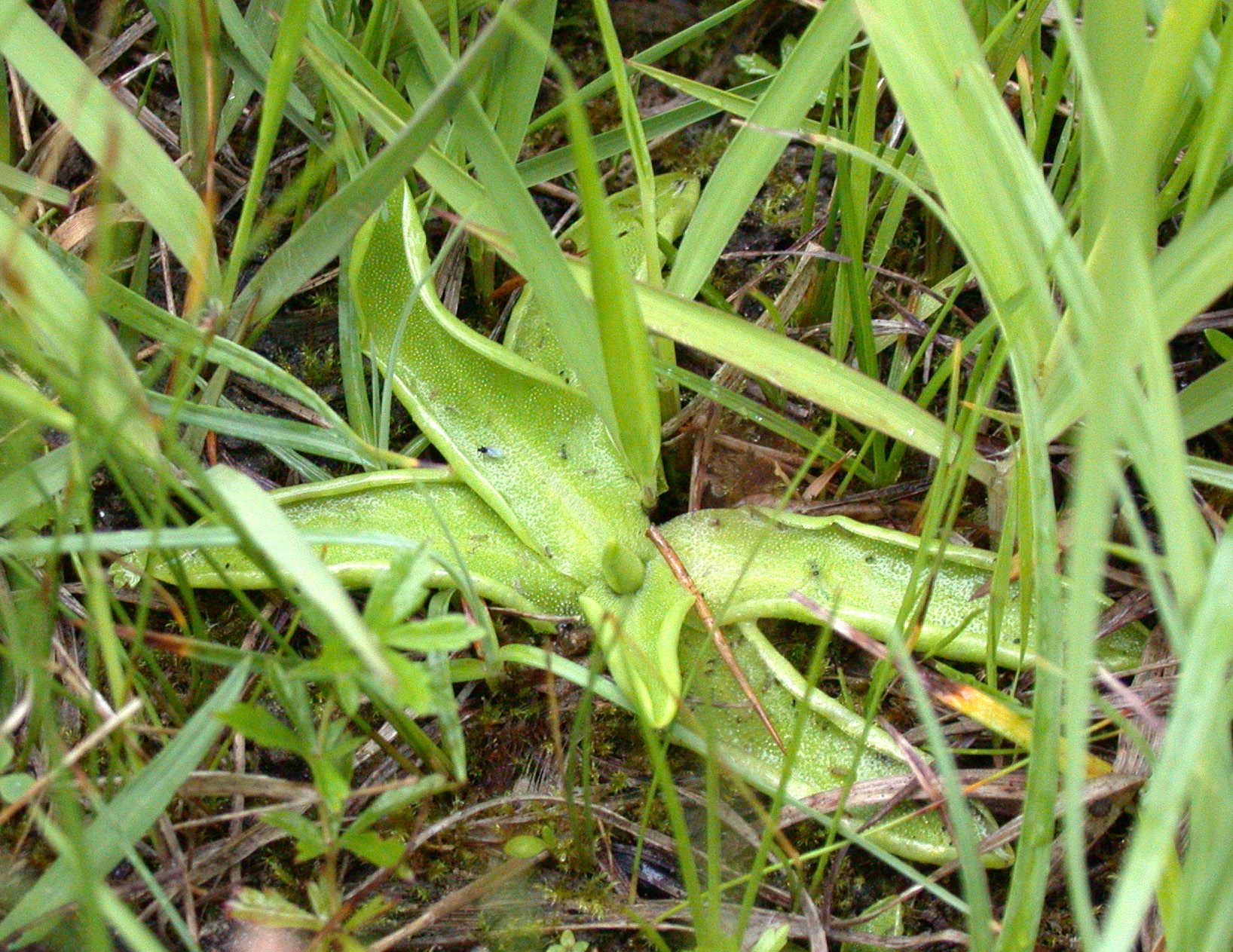
Gemeines Fettkraut mit vielen kleinen Insekten

Ab Mai bis August blüht das Gemeine Fettkraut an ein bis sechs bis zu 15 cm hohen, aus der Mitte der Rosette wachsenden Blütenstielen rosa-violett bis weiß mit weißem Schlundfleck in einzelner, zygomorpher, 10 bis 13 mm langer, gespornter Blüte. Die sich ausbildenden eiförmigen Fruchtkapseln tragen reichlich feine, schwarze Samen.
Die Chromosomenzahl beträgt 2n = 64.

## Verbreitung
Die Pflanze findet sich in fast allen Ländern Europas, in Grönland, in Russland, den USA und Kanada. Es ist neben dem Alpen-Fettkraut (Pinguicula alpina) das einzige Fettkraut, das auch in Deutschland vorkommt.

## Habitate
Das Gewöhnliche Fettkraut schätzt nasse, saure Böden, ist aber kalkverträglich. Es kommt in offenen Rieselfluren oder Quell- und Niedermoor-Gesellschaften vor. In Mitteleuropa ist es in Tofieldietalia- und in moosreichen Montio-Cardaminetea-Gesellschaften vergesellschaftet.
In den Allgäuer Alpen steigt es am Hochalpsee in Vorarlberg bis zu 1965 m Meereshöhe auf.

## Ökologie
Nach dem Fang von Beute scheiden zahlreiche kleine, der Blattoberfläche dicht aufsitzende Drüsen Verdauungssekrete (Protein spaltende, aber auch Stärke und Nukleinsäuren spaltende Enzyme) ab und absorbieren später die löslichen Spaltprodukte. Da hierfür in der Cuticula, die das Blatt vor Austrocknung schützen soll, kleine Löcher ausgespart bleiben, sind die Pflanzen auf luftfeuchte Standorte angewiesen. Pro Blatt sind etwa 40.000 Drüsen vorhanden. Beim Verdauungsvorgang rollen sich die Blätter allmählich vom Rand her ein, vor allem im Bereich der Beute. Hierdurch kommen die Tiere mit noch mehr Drüsen in Kontakt und die Verdauungsprodukte werden besser auf dem Blatt festgehalten.  Auch angewehter Pollen wird festgehalten und verdaut. Speziell bei dieser Art kann über 50 % des aufgenommenen Proteins von Pollen stammen.
Die Blüten sind kleine, durch Überkrümmung des Blütenstiels auf dem Kopf stehende, vorweibliche „Rachenblumen“. Die langen Blütenstiele sollen das Einfangen möglicher Bestäuber verhindern. Die Bestäubung erfolgt meist durch Bienen, aber auch Selbstbestäubung ist erfolgreich. Früher wurden die Blüten vor allem als „Fliegenklemmfallen“ gedeutet, weil durch rückwärts gerichtete Sperrhaare des Blütenstandes die Besucher, besonders Fliegen, gezwungen werden, sich hochzustemmen, wobei sie gegen die Narbe und die Staubbeutel drücken. Zu große Fliegen klemmen sich dabei fest und verhungern. Statt Nektar befinden sich im Sporn Schleimhaare, die aber wohl nur zur Täuschung der Besucher vorhanden sind. Die Pflanze beginnt erst nach mehreren Jahren zu blühen.
Die Früchte sind 2-klappig aufspringende, nur bei Trockenheit geöffnete, vielsamige Kapseln, die auf einem trocknen Stiel stehen. Sie wirken als Wind- und Tierstreuer. Die winzigen Samen sind Körnchenflieger und  besitzen kein Nährgewebe; sie sind Lichtkeimer und aufgrund ihrer netzartigen Oberflächenstruktur sind sie schwimmfähig. Die Fruchtreife erstreckt sich von Juni/Juli bis September.
Die Pflanze ist ein Hemikryptophyt, die Überwinterung erfolgt in einer Stärke speichernden, dem Boden aufliegenden, zwiebelartigen Winterknospe, dem sogenannten Hibernakel, die im Frühjahr wieder austreibt. Eine vegetative Vermehrung erfolgt durch ca. 3 mm große Brutzwiebeln, die sich während oder nach der Blütezeit in den Blattachseln bilden; außerdem können Winterknospen durch Schnee oder Tiere fortbewegt werden.

## Gefährdung und Schutz
Das Gewöhnliche Fettkraut ist wegen seiner geographisch weiten Verbreitung nicht unmittelbar gefährdet, ist aber in Europa allgemein im Rückgang begriffen. In Deutschland gilt es als gefährdet und ist durch die Bundesartenschutzverordnung geschützt. In der Schweiz ist es teils auf kantonaler Ebene geschützt, gilt allerdings weitestgehend als ungefährdet.

## Systematik
Seit der Beschreibung des Gewöhnlichen Fettkrauts sind immer wieder Unterarten, Varietäten und Formen unterschieden worden, gegenwärtig ist aber keines dieser Taxa anerkannt.
Derzeit wird jedoch die Ausgliederung zweier Arten diskutiert: zum einen die einer tschechischen Art Pinguicula bohemica, die eine andere Chromosomenzahl aufweist, nämlich 2n=32 im Gegensatz zu 2n=64 beim Gemeinen Fettkraut. Zum anderen wird der Artstatus von Pinguicula gypsophila wieder erörtert, einer im Südharz endemischen Pflanze, die ausschließlich auf Gips wächst.
Nach P. Uotila (2013) kann man folgende Unterarten unterscheiden:
- Pinguicula vulgaris L. subsp. vulgaris
- Pinguicula vulgaris subsp. anzalonei Peruzzi & F. Conti: Sie kommt in Italien vor.[4]
- Pinguicula vulgaris subsp. ernica Peruzzi & F. Conti: Sie kommt in Italien vor.[4]
- Pinguicula vulgaris subsp. vestina F. Conti & Peruzzi: Sie kommt in Italien vor.[4]

## Verwendung
Das Gewöhnliche Fettkraut fand früher Verwendung als Heilpflanze. Samuel Hahnemann, der Begründer der Homöopathie, berichtet vom Gebrauch gegen aufgesprungene Haut, zur Schmerzstillung, bei Tuberkulose und gegen Knochenbrüche, merkt aber auch eine abführende Wirkung an.
Die Volksmedizin unterschied die verschiedenen Arten der Fettkräuter nicht weiter, setzte sie aber gegen Wunden, Geschwülste, Ischias, Leberleiden und Magen-, Brust- und Lungenerkrankungen ein. Ihr Nutzen gegen die genannten Krankheiten wird auf die in der Pflanze enthaltene Zimtsäure zurückgeführt. Heute ist der Gebrauch unüblich.
Wie bereits Carl von Linné in seiner Flora Lapponica berichtete, wird in Nordskandinavien Fettkraut für die Produktion bestimmter Sauermilchprodukte wie tettemelk (norwegisch) bzw. långmjölk (schwedisch) eingesetzt. Dabei werden die Gefäße, in denen die Sauermilch zubereitet wird, mit Fettkraut ausgerieben. Fälschlicherweise wird diese Herstellung auch der Schwedenmilch zugeschrieben.